# Wahlkreis Yvelines V
Der Wahlkreis Yvelines V ist seit 1968 ein Wahlkreis (französisch circonscription électorale) für die französische Nationalversammlung.

## Von 1986 bis 2010

### Wahlkreisgebiet
Gesetz vom 24. November 1986 – Der Wahlkreis umfasst 3 Kantone: Maisons-Laffitte, Sartrouville und Le Vésinet.

### Ergebnisse

#### Parlamentswahl 1997
| Kandidaten                                      | Kandidaten            | Parteien                                       | 1. Wahlgang | 1. Wahlgang | 2. Wahlgang | 2. Wahlgang |
| Kandidaten                                      | Kandidaten            | Parteien                                       | Stimmen     | %           | Stimmen     | %           |
| ----------------------------------------------- | --------------------- | ---------------------------------------------- | ----------- | ----------- | ----------- | ----------- |
|                                                 | Jacques Myardgewählt  | RPR – Rassemblement pour la République         | 15.395      | 37,4        | 25.695      | 60,8        |
|                                                 | Michel Scarbonchi     | PRS – Parti radical-socialiste                 | 7.574       | 18,4        | 16.543      | 39,2        |
|                                                 | Martine Giraud        | FN – Front national                            | 6.457       | 15,7        |             |             |
|                                                 | Jean-Pierre Alexandre | COM – Parti communiste français                | 2.836       | 6,9         |             |             |
|                                                 | Saadia Sahali         | ECO – Les Verts                                | 2.383       | 5,8         |             |             |
|                                                 | Patrick Guerard       | ECO – Génération Écologie                      | 1.402       | 3,4         |             |             |
|                                                 | Albert Eisenfisz      | DVD – Unabh.                                   | 900         | 2,2         |             |             |
|                                                 | Pascal Quenot         | EXG – Lutte Ouvrière                           | 821         | 2,0         |             |             |
|                                                 | Philippe Lavaud       | DVD – Diss. Union pour la démocratie française | 695         | 1,7         |             |             |
|                                                 | Jacques Etienne Stein | DVD – Union pour la semaine de 4 jours         | 627         | 1,5         |             |             |
|                                                 | Francis Laurin        | DVD – Unabh.                                   | 521         | 1,3         |             |             |
|                                                 | Jacques Kleinbauer    | DVD – Unabh.                                   | 411         | 1,0         |             |             |
|                                                 | Marie-Laure Tudoux    | EXG – Ligue communiste révolutionnaire         | 400         | 1,0         |             |             |
|                                                 | Joseph Kabbas         | DVD – Unabh.                                   | 396         | 1,0         |             |             |
|                                                 | Sylvie Prost          | EXG – Parti des travailleurs                   | 219         | 0,5         |             |             |
|                                                 | Philippe Schwartz     | EXG – Initiative républicaine                  | 157         | 0,4         |             |             |
| Gesamt                                          | Gesamt                | Gesamt                                         | 41.194      | 100         | 42.238      | 100         |
|                                                 |                       |                                                |             |             |             |             |
| Ungültige Stimmen                               | Ungültige Stimmen     | Ungültige Stimmen                              | 1.542       | 3,6         | 2.412       | 5,4         |
| Wähler                                          | Wähler                | Wähler                                         | 42.736      | 66,6        | 44.650      | 69,6        |
| Wahlberechtigte                                 | Wahlberechtigte       | Wahlberechtigte                                | 64.140      |             | 64.129      |             |
|                                                 |                       |                                                |             |             |             |             |
| Quellen: Innenministerium – Assemblée nationale |                       |                                                |             |             |             |             |

#### Parlamentswahl 2002
| Kandidaten                                     | Kandidaten              | Parteien                                    | 1. Wahlgang | 1. Wahlgang | 2. Wahlgang | 2. Wahlgang |
| Kandidaten                                     | Kandidaten              | Parteien                                    | Stimmen     | %           | Stimmen     | %           |
| ---------------------------------------------- | ----------------------- | ------------------------------------------- | ----------- | ----------- | ----------- | ----------- |
|                                                | Jacques Myardgewählt    | UMP – Union pour la majorité présidentielle | 13.273      | 31,2        | 23.048      | 63,1        |
|                                                | Jean-François Bel       | DVD – Candidat non classé                   | 10.427      | 24,5        | 13.490      | 36,9        |
|                                                | Bruno Susani            | SOC – Parti socialiste                      | 9.129       | 21,5        |             |             |
|                                                | Marie de Lestang        | FN – Front national                         | 3.694       | 8,7         |             |             |
|                                                | Dominique Luangpraseuth | VEC – Les Verts                             | 1.141       | 2,7         |             |             |
|                                                | Sylvia Guillard         | COM – Parti communiste français             | 891         | 2,1         |             |             |
|                                                | Benoit Silvain          | DIV – Energies démocrates                   | 883         | 2,1         |             |             |
|                                                | Nicolas Bay             | MNR – Mouvement national républicain        | 778         | 1,8         |             |             |
|                                                | Alain Montel            | PREP – Pôle républicain                     | 539         | 1,3         |             |             |
|                                                | Philippe Koubi          | LCR – Ligue communiste révolutionnaire      | 480         | 1,1         |             |             |
|                                                | Jean-Henry Ricard       | ECO – Cap21                                 | 413         | 1,0         |             |             |
|                                                | Dominique Surry         | ECO – Le Trèfle – Les nouveaux écologistes  | 373         | 0,9         |             |             |
|                                                | Alain Lépicier          | LO – Lutte Ouvrière                         | 247         | 0,6         |             |             |
|                                                | Sylvie Prost            | EXG – Parti des travailleurs                | 114         | 0,3         |             |             |
|                                                | Mireille Palau          | ECO – Génération Écologie                   | 109         | 0,3         |             |             |
| Gesamt                                         | Gesamt                  | Gesamt                                      | 42.491      | 100         | 36.538      | 100         |
|                                                |                         |                                             |             |             |             |             |
| Ungültige Stimmen                              | Ungültige Stimmen       | Ungültige Stimmen                           | 397         | 0,9         | 1.564       | 4,1         |
| Wähler                                         | Wähler                  | Wähler                                      | 42.888      | 66,8        | 38.102      | 59,3        |
| Wahlberechtigte                                | Wahlberechtigte         | Wahlberechtigte                             | 64.236      |             | 64.235      |             |
|                                                |                         |                                             |             |             |             |             |
| Quellen: Innenministerium, Ergebnis – Parteien |                         |                                             |             |             |             |             |

#### Parlamentswahl 2007
| Kandidaten               | Kandidaten               | Parteien                                                      | Stimmen | %    |
| ------------------------ | ------------------------ | ------------------------------------------------------------- | ------- | ---- |
|                          | Jacques Myardgewählt     | UMP – Union pour un mouvement populaire                       | 21.646  | 51,1 |
|                          | Michele Vitrac-Pouzoulet | SOC – Parti socialiste                                        | 7.850   | 18,5 |
|                          | Caroline Boisnel         | UDFD – Union pour la démocratie française/Mouvement démocrate | 5.671   | 13,4 |
|                          | Dominique Luangpraseuth  | VEC – Les Verts                                               | 1.569   | 3,7  |
|                          | Jean-Yves Delannée       | EXG – Gauche unitaire et antilibérale                         | 1.503   | 3,5  |
|                          | Danielle Weber           | FN – Front national                                           | 1.359   | 3,2  |
|                          | Damien Abad              | MAJ – Nouveau Centre                                          | 1.343   | 3,2  |
|                          | Nicolas Bay              | EXD – MNR – Alliance patriotique                              | 568     | 1,3  |
|                          | Jean-Claude Wirtz        | DIV – La France en action                                     | 421     | 1,0  |
|                          | Alain Lepicier           | EXG – Lutte Ouvrière                                          | 281     | 0,7  |
|                          | Sam Ayache               | EXG – Parti des travailleurs                                  | 157     | 0,4  |
| Gesamt                   | Gesamt                   | Gesamt                                                        | 42.368  | 100  |
|                          |                          |                                                               |         |      |
| Ungültige Stimmen        | Ungültige Stimmen        | Ungültige Stimmen                                             | 442     | 1,0  |
| Wähler                   | Wähler                   | Wähler                                                        | 42.810  | 60,7 |
| Wahlberechtigte          | Wahlberechtigte          | Wahlberechtigte                                               | 70.513  |      |
|                          |                          |                                                               |         |      |
| Quelle: Innenministerium |                          |                                                               |         |      |

## Seit 2010

### Wahlkreisgebiet
- Découpage électoral: Ordonnanz n° 2009-935 vom 29. Juli 2009[2] (Ratifikation: Gesetz n° 2010-165 vom 23. Februar 2010[3]) – Keine territorialen Änderungen.
- Redécoupage cantonal: Dekret vom 21. Februar 2014.[4]

### Ergebnisse

#### Parlamentswahl 2012
| Kandidaten               | Kandidaten               | Parteien                                         | 1. Wahlgang | 1. Wahlgang | 2. Wahlgang | 2. Wahlgang |
| Kandidaten               | Kandidaten               | Parteien                                         | Stimmen     | %           | Stimmen     | %           |
| ------------------------ | ------------------------ | ------------------------------------------------ | ----------- | ----------- | ----------- | ----------- |
|                          | Jacques Myardgewählt     | UMP – Union pour un mouvement populaire          | 18.821      | 45,7        | 22.103      | 56,9        |
|                          | Michèle Vitrac-Pouzoulet | SOC – Parti socialiste                           | 13.274      | 32,2        | 16.732      | 43,1        |
|                          | Anne de Ferluc           | FN – Front national                              | 3.519       | 8,5         |             |             |
|                          | Caroline Boisnel         | CEN – Mouvement démocrate                        | 1.561       | 3,8         |             |             |
|                          | Roger Audroin            | FG – Front de gauche (Parti communiste français) | 1.463       | 3,6         |             |             |
|                          | Romain Chiaradia         | VEC – Europe Écologie Les Verts                  | 1.403       | 3,4         |             |             |
|                          | Marie-Paule Leroy        | DVD – Parti chrétien-démocrate                   | 413         | 1,0         |             |             |
|                          | Jean-Philippe Mars       | ECO – Alliance écologiste indépendante           | 406         | 1,0         |             |             |
|                          | Maëlle Mercier           | DIV – Solidarité et progrès                      | 184         | 0,4         |             |             |
|                          | Alain Lépicier           | EXG – Lutte Ouvrière                             | 146         | 0,4         |             |             |
| Gesamt                   | Gesamt                   | Gesamt                                           | 41.190      | 100         | 38.835      | 100         |
|                          |                          |                                                  |             |             |             |             |
| Ungültige Stimmen        | Ungültige Stimmen        | Ungültige Stimmen                                | 401         | 1,0         | 877         | 2,2         |
| Wähler                   | Wähler                   | Wähler                                           | 41.591      | 57,7        | 39.712      | 55,1        |
| Wahlberechtigte          | Wahlberechtigte          | Wahlberechtigte                                  | 72.106      |             | 72.109      |             |
|                          |                          |                                                  |             |             |             |             |
| Quelle: Innenministerium |                          |                                                  |             |             |             |             |

#### Parlamentswahl 2017
| Kandidaten               | Kandidaten               | Parteien                                                 | 1. Wahlgang | 1. Wahlgang | 2. Wahlgang | 2. Wahlgang |
| Kandidaten               | Kandidaten               | Parteien                                                 | Stimmen     | %           | Stimmen     | %           |
| ------------------------ | ------------------------ | -------------------------------------------------------- | ----------- | ----------- | ----------- | ----------- |
|                          | Yaël Braun-Pivetgewählt  | REM – La République en marche                            | 18.299      | 47,2        | 19.684      | 59,0        |
|                          | Jacques Myard            | LR – Les Républicains                                    | 10.611      | 27,3        | 13.686      | 41,0        |
|                          | Sophie Thévenet          | FI – La France insoumise                                 | 3.203       | 8,3         |             |             |
|                          | Isabelle Amaglio-Terisse | RDG – Parti radical de gauche                            | 2.080       | 5,4         |             |             |
|                          | Laurence Toulemonde      | FN – Front national                                      | 2.069       | 5,3         |             |             |
|                          | Jean-Philippe Mars       | ECO – Mouvement 100 % (Alliance écologiste indépendante) | 801         | 2,1         |             |             |
|                          | Jean-Luc Dené            | ECO – Parti animaliste                                   | 723         | 1,9         |             |             |
|                          | Roger Audroin            | COM – Parti communiste français                          | 496         | 1,3         |             |             |
|                          | Laurence Rimaux          | DIV – Union populaire républicaine                       | 272         | 0,7         |             |             |
|                          | Alain Lépicier           | EXG – Lutte Ouvrière                                     | 171         | 0,4         |             |             |
|                          | Audrey Gouilly           | DIV – Allons enfants                                     | 83          | 0,2         |             |             |
|                          | Adeline Castillon        | DVD – Unabh.                                             | 0           | 0,0         |             |             |
| Gesamt                   | Gesamt                   | Gesamt                                                   | 38.808      | 100         | 33.370      | 100         |
|                          |                          |                                                          |             |             |             |             |
| Leere Stimmzettel        | Leere Stimmzettel        | Leere Stimmzettel                                        | 293         | 0,7         | 1.326       | 3,8         |
| Ungültige Stimmzettel    | Ungültige Stimmzettel    | Ungültige Stimmzettel                                    | 111         | 0,3         | 466         | 1,3         |
| Wähler                   | Wähler                   | Wähler                                                   | 39.212      | 53,1        | 35.162      | 47,7        |
| Wahlberechtigte          | Wahlberechtigte          | Wahlberechtigte                                          | 73.783      |             | 73.783      |             |
|                          |                          |                                                          |             |             |             |             |
| Quelle: Innenministerium |                          |                                                          |             |             |             |             |

#### Parlamentswahl 2022
| Kandidaten               | Kandidaten               | Parteien                                                                   | 1. Wahlgang | 1. Wahlgang | 2. Wahlgang | 2. Wahlgang |
| Kandidaten               | Kandidaten               | Parteien                                                                   | Stimmen     | %           | Stimmen     | %           |
| ------------------------ | ------------------------ | -------------------------------------------------------------------------- | ----------- | ----------- | ----------- | ----------- |
|                          | Yaël Braun-Pivetgewählt  | ENS – Ensemble ! (La République en marche)                                 | 14.483      | 36,6        | 23.336      | 64,6        |
|                          | Sophie Thévenet          | NUP – Nouvelle union populaire écologique et sociale (La France insoumise) | 9.322       | 23,5        | 12.779      | 35,4        |
|                          | Alexandra Dublanche      | LR – Les Républicains                                                      | 7.086       | 17,9        |             |             |
|                          | Mathilde Androuët        | RN – Rassemblement National                                                | 3.079       | 7,8         |             |             |
|                          | Maxence Bringuier        | REC – Reconquête                                                           | 2.201       | 5,6         |             |             |
|                          | Amélie Therond Keraudren | DVD – Union des démocrates et indépendants                                 | 1.350       | 3,4         |             |             |
|                          | Jean-Luc Dené            | ECO – Parti animaliste                                                     | 932         | 2,4         |             |             |
|                          | Katia Voisin             | DSV – Les Patriotes                                                        | 508         | 1,3         |             |             |
|                          | Diane Lagrange           | DVG – République souveraine                                                | 328         | 0,8         |             |             |
|                          | Alain Lépicier           | DVG – Lutte Ouvrière                                                       | 296         | 0,7         |             |             |
| Gesamt                   | Gesamt                   | Gesamt                                                                     | 39.585      | 100         | 36.115      | 100         |
|                          |                          |                                                                            |             |             |             |             |
| Leere Stimmzettel        | Leere Stimmzettel        | Leere Stimmzettel                                                          | 477         | 1,2         | 1.710       | 4,4         |
| Ungültige Stimmzettel    | Ungültige Stimmzettel    | Ungültige Stimmzettel                                                      | 126         | 0,3         | 631         | 1,6         |
| Wähler                   | Wähler                   | Wähler                                                                     | 40.188      | 53,1        | 38.456      | 50,8        |
| Wahlberechtigte          | Wahlberechtigte          | Wahlberechtigte                                                            | 75.643      |             | 75.656      |             |
|                          |                          |                                                                            |             |             |             |             |
| Quelle: Innenministerium |                          |                                                                            |             |             |             |             |

#### Parlamentswahl 2024
| Kandidaten               | Kandidaten              | Parteien                                           | 1. Wahlgang | 1. Wahlgang | 2. Wahlgang | 2. Wahlgang |
| Kandidaten               | Kandidaten              | Parteien                                           | Stimmen     | %           | Stimmen     | %           |
| ------------------------ | ----------------------- | -------------------------------------------------- | ----------- | ----------- | ----------- | ----------- |
|                          | Yaël Braun-Pivetgewählt | ENS – Ensemble pour la République (Renaissance)    | 22.874      | 42,8        | 25.400      | 49,1        |
|                          | Yassine Benyettou       | UG – Nouveau Front populaire (La France insoumise) | 14.600      | 27,3        | 14.564      | 28,2        |
|                          | Jacques Myard           | DVD – Les Républicains/Rassemblement National      | 12.241      | 22,9        | 11.763      | 22,7        |
|                          | Emilienne Guille        | REC – Reconquête                                   | 1.826       | 3,4         |             |             |
|                          | Nathalie Lepage         | DVC – Le Rassemblement                             | 942         | 1,8         |             |             |
|                          | Alain Lépicier          | EXG – Lutte Ouvrière                               | 454         | 0,8         |             |             |
|                          | Ingrid Larose           | DVC – Le Centre                                    | 430         | 0,8         |             |             |
|                          | Sérilo Looky            | DVG – Tous cœurs de France                         | 84          | 0,2         |             |             |
| Gesamt                   | Gesamt                  | Gesamt                                             | 53.451      | 100         | 51.727      | 100         |
|                          |                         |                                                    |             |             |             |             |
| Leere Stimmzettel        | Leere Stimmzettel       | Leere Stimmzettel                                  | 949         | 1,7         | 812         | 1,5         |
| Ungültige Stimmzettel    | Ungültige Stimmzettel   | Ungültige Stimmzettel                              | 235         | 0,4         | 226         | 0,4         |
| Wähler                   | Wähler                  | Wähler                                             | 54.635      | 71,2        | 52.765      | 68,7        |
| Wahlberechtigte          | Wahlberechtigte         | Wahlberechtigte                                    | 76.766      |             | 76.785      |             |
|                          |                         |                                                    |             |             |             |             |
| Quelle: Innenministerium |                         |                                                    |             |             |             |             |